# Heimberg
Heimberg es una comuna suiza del cantón de Berna, situada en el distrito administrativo de Thun. Limita al norte con las comunas de Kiesen, Oppligen y Brenzikofen, al este con Fahrni, al surreste y sur con Steffisburg, al suroeste con Thun y Uetendorf, y al oeste con Uttigen.
Hasta el 31 de diciembre de 2009 situada en el distrito de Thun.